# Coccorchestes kaindi
Coccorchestes kaindi är en spindelart som beskrevs av Balogh 1980. Coccorchestes kaindi ingår i släktet Coccorchestes och familjen hoppspindlar. Inga underarter finns listade i Catalogue of Life.